# Устерсбах
Устерсбах (њем. Ustersbach) општина је у њемачкој савезној држави Баварска. Једно је од 46 општинских средишта округа Аугсбург. Према процјени из 2010. у општини је живјело 1.165 становника. Посједује регионалну шифру (AGS) 9772211.

## Географски и демографски подаци
Устерсбах се налази у савезној држави Баварска у округу Аугсбург. Општина се налази на надморској висини од 490 метара. Површина општине износи 11,1 km². У самом мјесту је, према процјени из 2010. године, живјело 1.165 становника. Просјечна густина становништва износи 105 становника/km².